# Protapanteles popovi
Protapanteles popovi är en stekelart som först beskrevs av Telenga 1955.  Protapanteles popovi ingår i släktet Protapanteles och familjen bracksteklar. Inga underarter finns listade i Catalogue of Life.